# Sionom Hudon Tonga
Sionom Hudon Tonga is een bestuurslaag in het regentschap Humbang Hasundutan van de provincie Noord-Sumatra, Indonesië. Sionom Hudon Tonga telt 924 inwoners (volkstelling 2010).